# Helicopsyche cubana
Helicopsyche cubana là một loài Trichoptera trong họ Helicopsychidae. Chúng phân bố ở vùng Tân nhiệt đới.

## Hình ảnh

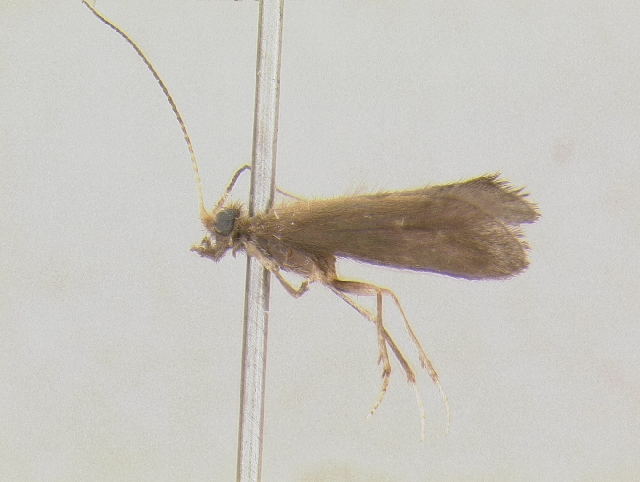